# Gustav Mützel
 (août 2019).
Si vous disposez d'ouvrages ou d'articles de référence ou si vous connaissez des sites web de qualité traitant du thème abordé ici, merci de compléter l'article en donnant les références utiles à sa vérifiabilité et en les liant à la section « Notes et références ».
Gustav Mützel, né à Berlin le 7 décembre 1839 et mort à Berlin le 29 octobre 1893, est un artiste prussien connu pour ses peintures d'animaux, notamment celles illustrant la seconde édition du Thierleben d'Alfred Edmund Brehm (1829-1884).

## Ouvrages illustrés
- Alfred Brehm : Brehm's Thierleben
- Alfred Brehm : Vom Nordpol zum Äquator
- Friedrich Arnold Brockhaus : Brockhaus Konversationslexikon
- Friedrich Lichterfeld : Illustrirte Tierbilder. Schilderungen und Studien nach dem Leben
- Adolf Bernhard Meyer (éd.) : Unser Auer-, Rackel- und Birkwild und seine Abarten
- Joseph Meyer : Meyers Konversations-Lexikon
- Henry Nehrling (en) : Die Nordamerikanische Vogelwelt
- Theodor Pleske : Ornithographia rossica ("Die Vogelfauna des russischen Reiches")
- Nikolaï Mikhaïlovitch Prjevalski : Wissenschaftliche Resultate der von N. M. Przewalski nach Central-Asien unternommenen Reisen (deux volumes)
- Friedrich Ratzel : Völkerkunde
- Anton Reichenow : Vogelbilder aus fernen Zonen
- Emil Adolf Roßmäßler : Das Süßwasseraquarium. Eine Anleitun und Pflege desselben
- Richard Schmidt-Cabanis (de) : Zoolyrische Ergüsse. Ein Album zwei-, vier- und mehrfüssiger Dichtungen
- Georg August Schweinfurth : Im Herzen von Afrika. Reisen und Entdeckungen im zentralen Äquatorial-Afrika während der Jahre 1868-1871